# 1982年11月15日国鉄ダイヤ改正
1982年11月15日国鉄ダイヤ改正（1982ねん11がつ15にちこくてつダイヤかいせい）では、日本国有鉄道（国鉄）が1982年（昭和57年）11月15日に実施したダイヤ改正について記す。東北新幹線が本格稼動し、上越新幹線が運転を始めたことに伴うものであった。

## ダイヤ改正の背景
1971年（昭和46年）に全国新幹線鉄道整備法に基く｢整備新幹線計画」初の路線として、東北新幹線（東京駅 - 盛岡駅）・上越新幹線（大宮駅 - 新潟駅）・成田新幹線（東京駅 - 成田空港駅）の3路線が計画され、東北・上越新幹線はその年中に、成田新幹線は1974年（昭和49年）に着工された。東北・上越新幹線の着工された次の年である1972年（昭和47年）7月6日に発足した田中角栄内閣の「日本列島改造論」発言もあって、その建設は順調に進むかのように見えた。
しかし、実際には用地買収が難航したりトンネル工事での異常出水などが多発したりと、東北・上越新幹線の工事は予定より5年も遅れることとなり、成田新幹線に至っては中止となってしまう。更に、東北・上越新幹線は同時に上野駅までの乗り入れを果たす形で開業させる予定であったが、上野駅 - 大宮駅間の用地買収に手間取ったことから工事が遅れ、さらに上越新幹線の中山トンネルで異常出水事故があったことにより、とりあえず工事の終わった東北新幹線で大宮駅 - 盛岡駅間を暫定開業させることとし、1982年（昭和57年）春の開業を明言していた。ところがこれも大宮駅付近の整備不足が原因で遅れ、結局「北海道の一部地域はまだ春」ということで6月23日にずれ込むこととなった。
東北新幹線開業時当日に運行された東北新幹線の列車本数は、大宮駅 - 盛岡駅間に設定された速達タイプの「やまびこ」5往復と、仙台駅発着の各駅停車「あおば」6往復であった。このダイヤ改正において、東北本線を走る優等列車のうち、新設された東北新幹線列車と運行区間が重複する上野駅 - 盛岡駅間の特急「やまびこ」4往復と上野駅 - 仙台駅間の特急「ひばり」14往復のうち6往復が廃止された。また、このほか上野駅 - 大宮駅間に新たに製造された185系電車200番台を使用した暫定開業期間中の連絡列車として「新幹線リレー号」が新設された。この185系は小山電車区（現在の小山車両センター）の所属ではなく新前橋電車区（現在は高崎車両センターに組織変更）の所属であったため、出入庫を兼ねて高崎線や上越線を走る一部急行列車がこの185系を用いて運行された。
東北新幹線は開業後予定通り暫時増発され、同年7月23日には「盛岡やまびこ」2往復と「仙台やまびこ」2往復が、また夏季繁忙時（7月31日 - 8月22日）には「盛岡やまびこ」3往復と「仙台やまびこ」1往復が増発され、11月15日の本格始動までの期間、最大で「盛岡やまびこ」9往復、「仙台やまびこ」3往復、「あおば」6往復の計毎日18往復が運行された。そして11月15日、東北新幹線は本格始動し上越新幹線も大宮駅 - 新潟駅間開業に至り、これに伴い予定通り全国規模のダイヤ改正が実施され、新幹線と並行する在来線の優等列車が大きく削減されることとなった。なお、東北新幹線の大宮駅 - 上野駅間開業は1985年（昭和60年）3月14日（こちらも参照）、上野駅 - 東京駅間の開業は1991年（平成3年）6月20日のことであった。
なおこの間、7月1日には西日本で伯備線などの電化完成に伴うダイヤ改正が行われており、特急「やくも」の気動車から振り子電車である381系へ置き換えられたことによるスピードアップや、利用客の減少から呉線仁方駅 - 予讃本線堀江駅間を結んでいた仁堀航路が廃止されている。

## 改正の内容

### 東北・上越新幹線
東北新幹線が本格稼動に入り、「盛岡やまびこ」13往復、「仙台やまびこ」4往復（最大5往復）、「仙台あおば」9往復、大宮 - 那須塩原間、那須塩原 - 盛岡間、仙台 - 盛岡間の「あおば」各1往復の計毎日29往復（最大30往復）に大増発された。また上越新幹線も開業し、速達タイプの「あさひ」11往復と各駅停車の「とき」10往復が大宮 - 新潟間に新設された。この時の上野駅 - 仙台駅間の所要時間は「新幹線リレー号」と「やまびこ」を乗り継ぐ場合だと、それまでの在来線「ひばり」ないし「はつかり」が4時間10分程度であったのが2時間40分程度に短縮され、更に大宮駅 - 仙台駅間に限れば、それまでの3時間45分程度が2時間弱になっている。また上野駅 - 新潟駅間の所要時間は、この改正で大幅に増発された「新幹線リレー号」と「あさひ」を乗り継ぐ場合だと、それまでの在来線特急「とき」が4時間11分であったのが2時間40分程度に短縮され、更に大宮駅 - 新潟駅間に限れば、それまでの3時間45分が最速1時間45分になっている。

### 在来線優等列車
東北新幹線の本格稼動により東北本線・常磐線・奥羽本線とこのほかの沿線支線群の優等列車が大幅に見直され、日中の特急は大幅に削減された。特に仙台駅 - 盛岡駅間を直通する昼行優等列車は急行列車も含めて全廃された。また、上越新幹線も開業しそれと並行する高崎線・上越線の優等列車も見直された。この時点では新幹線は大宮駅以北での暫定開業であったため、乗換えを嫌う利用者の便を図る形で支線に直通する特急列車や多くの急行列車、特に上越新幹線と並行する高崎線から上越線・吾妻線・両毛線に直通する優等列車群は引き続き存続することとなり、急行列車については新幹線が停車しない駅からの利用も多かったことから下記のように「なすの」が増発されるなど、東北新幹線方面や過去の山陽新幹線開業時（特に1975年の博多延伸開業時）のように一挙に大規模な削減がなされるまでには至らなかった。
この改正で変動のあった並行路線の優等列車は下記の通り（併結列車はそれぞれを1列車として数える）。
- 東北本線優等列車
  - エル特急「はつかり」（上野駅 - 青森駅） 6往復→運行区間を短縮盛岡駅 - 青森駅11往復
  - エル特急「ひばり」（上野駅 - 仙台駅） 8往復→廃止
  - エル特急「つばさ」（上野駅 - 秋田駅） 3往復→下り1本・上り2本のうえ、あらためて福島駅・山形駅 - 秋田駅下り4本・上り3本
  - エル特急「やまばと」（上野駅 - 山形駅） 3往復→下り2本・上り1本
  - 急行「いわて」（上野駅 - 盛岡駅） 2往復→廃止
  - 急行「あづま」（上野駅 - 福島駅・仙台駅） 2往復→1往復
  - 急行「まつしま」（上野駅 - 仙台駅） 6往復→5往復
  - 急行「おが」（上野駅 - 秋田駅） 2往復→1往復
  - 急行「いいで」（上野駅 - 新潟駅 磐越西線経由） 1往復→廃止
  - 急行「ざおう」（上野駅 - 山形駅） 不定期2往復→定期1往復
  - 急行「ばんだい」（上野駅 - 会津若松駅） 6往復→3往復
  - 急行「日光」（上野駅 - 日光駅） 3往復→廃止
  - 急行「なすの」（上野駅 - 宇都宮駅・黒磯駅） 3往復→下り7本・上り9本[2]
  - 急行「あぶくま」（白河駅 - 盛岡駅） 1往復→廃止
  - 急行「いなわしろ」（喜多方駅・会津田島駅・会津川口駅 - 仙台駅） 1往復→廃止
  - 急行「いわき」（平駅 - 福島駅・仙台駅） 2往復→廃止
  - 急行「くりこま」（仙台駅 - 盛岡駅・青森駅） 3往復→快速列車に格下げ（仙台駅 - 盛岡駅間に短縮）
  - 急行「たざわ」（仙台駅・盛岡駅 - 秋田駅） 2往復→盛岡駅 - 秋田駅を6往復するエル特急に格上げ
  - 急行「陸中」（仙台駅 - 宮古駅） 2往復→北上駅 - 宮古駅間に変更
  - 急行「むろね」（仙台駅 - 盛駅） 2往復→快速列車に格下げ
  - 急行「さかり」（盛駅 - 盛岡駅） 1往復→廃止
  - 急行「きたかみ」（仙台駅 - 青森駅 北上線経由） 3往復→快速列車に格下げ
  - 急行「千秋」（仙台駅 - 秋田駅 陸羽東線・奥羽本線経由） 2往復→廃止（「もがみ」に統合）
  - 急行「もがみ」（仙台駅 - 酒田駅 陸羽東線・陸羽西線経由） 1往復→2往復（「千秋」を統合）
  - 急行「そとやま」（盛岡駅→釜石駅→花巻駅→盛岡駅 循環列車） 1本→廃止
  - 急行「五葉」（盛岡駅→花巻駅→釜石駅→盛岡駅 循環列車） 1本→廃止
  - 寝台特急「はくつる」（上野駅 - 青森駅） 1往復→2往復（「ゆうづる」を移行して増発）
  - 寝台特急「あけぼの」（上野駅 - 青森駅） 2往復→3往復（「津軽」1往復を統合）
  - 寝台特急「北星」（上野駅 - 盛岡駅） 1往復→廃止
  - 寝台急行「新星」（上野駅 - 仙台駅） 1往復→廃止
  - 夜行急行「津軽」（上野駅 - 青森駅） 2往復→1往復
  - 夜行急行「出羽」（上野駅 - 酒田駅 奥羽本線・陸羽西線経由） 1往復→廃止

- 常磐線優等列車
  - 特急「みちのく」（上野駅 - 青森駅） 1往復→廃止
  - 特急「ひたち」（上野駅 - 平駅・原ノ町駅・仙台駅）　11往復→12往復（「みちのく」の分増発）
  - 急行「ときわ」（上野駅・平駅 - 水戸駅・平駅・相馬駅・仙台駅） 下り10本・上り8本→下り12本・上り10本
  - 急行「もりおか」（上野駅 - 盛岡駅） 2往復→廃止（仙台駅までに短縮して「ときわ」に統合）
  - 寝台特急「ゆうづる」（上野駅 - 青森駅） 7往復→5往復
  - 夜行急行「十和田」（上野駅 - 青森駅） 3往復→1往復

- 上越線優等列車
  - エル特急「とき」（上野駅 - 新潟駅） 14往復→廃止
  - 特急「いなほ」（上野駅 - 秋田駅・青森駅 羽越本線経由） 3往復→廃止のうえ、あらためて新潟駅 - 秋田駅・青森駅5往復[3]
  - 特急「はくたか」（上野駅 - 金沢駅 上越線経由） 2往復→廃止
  - 特急「鳥海」（上野駅 - 青森駅 羽越本線経由） 1往復新設[4]
  - 特急「谷川」（上野駅 - 水上駅） 下り4本・上り5本新設
  - 特急「白根」（上野駅 - 万座・鹿沢口駅） 不定期2往復→定期4往復
  - 急行「あかぎ」（上野駅 - 前橋駅・小山駅） 下り4本・上り3本→下り2本・上り1本の前橋駅発着を特急に格上げ
  - 急行「はるな」（上野駅 - 前橋駅・小山駅） 「あかぎ」の小山駅発着[5]2往復の名称を「はるな」に変更
  - 急行「佐渡」（上野駅 - 新潟駅） 4往復→3往復
  - 急行「ゆけむり」（上野駅 - 水上駅） 6往復→3往復
  - 急行「草津」（上野駅 - 万座・鹿沢口駅） 5往復→1往復
  - 寝台特急「出羽」（上野駅 - 秋田駅 羽越本線経由） 1往復新設
  - 夜行急行「鳥海」（上野駅 - 秋田駅 羽越本線経由） 1往復→寝台特急「出羽」に格上げ

- 特急「谷川」・「白根」・「あかぎ」に投入された車両は「新幹線リレー号」に使われたのと同じ185系電車200番台であるが、「踊り子」に投入された185系電車0番台同様、内装が転換式クロスシートを使い、デッキのあるほかは関西で新快速に使用している117系電車と大して変わらず、一部の識者からは「最悪の特急」などと呼ばれた[6]。なお今回の新幹線開業とあまり関係のない信越本線では、特急「あさま」が増発されるなどしている。

- また今回の改正で余剰となった特急形車両（485系電車・183系電車など）は運用が全廃された181系電車[7]を除いて新設された新幹線接続特急に転属したほか、房総・北陸・九州の特急列車増発用にもまわされた。なおこれにより、153系電車は運用が全廃され、房総地区（千葉鉄道管理局管轄区域）では急行列車が消滅している。九州のそれも夜行や支線直通列車の一部を除いて、特急への格上げ・快速への格下げ措置のどちらかがとられた。

### 新幹線接続列車
東北・上越新幹線に接続する優等列車としては、下記のようなものが新設・増発されている。
- 盛岡駅接続
  - 特急「はつかり」（盛岡駅 - 青森駅） 11往復新設
  - 特急「たざわ」（盛岡駅 - 秋田駅） 6往復新設
- 福島駅接続
  - 特急「つばさ」（福島駅・山形駅 - 秋田駅） 5往復新設（内下り1本・上り2本は上野駅まで直通）
- 新潟駅接続
  - 特急「いなほ」（新潟駅 - 秋田駅・青森駅） 5往復新設
- 長岡駅接続
  - 特急「北越」（新潟駅 - 金沢駅） 1往復→3往復

### その他
- 前述したように、東北地方の特急で使われていた余剰車両を利用して全国で特急列車の増発がはかられた。その多くは急行列車の格上げによるもので、国鉄の増収策の一つといえるものでもあった。一方、利用客の減少が甚だしい地方の支線区の急行列車については、快速・普通列車への格下げや廃止が行われた。
- 利用の低迷が続く山陽本線の優等列車は1978年（昭和53年）10月・1980年（昭和55年）10月の改正に続いて再び削減の対象になり、寝台特急「金星」・「明星」が廃止・削減されるなどした。
- 山陽本線の広島鉄道管理局管轄区間である広島駅 - 大野浦駅・岩国駅間にて、日中に普通列車を15分間隔のパターンダイヤで運行する試験がこの時から開始された。これは優等列車・貨物列車の削減によって容量の空いていた山陽本線において、それまで毎時1・2本しかない代わりに長編成で運転されていた普通列車を、「短編成化の代わりに列車を増発」させる方針に改めて利用客の利便を図ろうとしたものである。国電ダイヤを地方でも導入しようとしたこの試験の結果は大成功で、以後1984年（昭和59年）2月・1985年（昭和60年）3月・1986年（昭和61年）11月のダイヤ改正など国鉄分割民営化に至るまで、全国各地の他の幹線・地方交通線でも同様の手法による普通列車の増発が行われるようになっていった（シティ電車方式）。
- この改正によって、普通車は非冷房のまま放置されるなど陳腐化が著しかった10系客車、43系などの旧形客車で運行されていた夜行急行列車の多くが廃止されて、残存した列車もすべて14系客車の転用により置き換えられた。
- この改正を機に、禁煙車が昼行特急の自由席先頭車1両に設置された。ただし、佐世保線特急「みどり」は短編成のため、名古屋鉄道乗り入れ特急「北アルプス」は名古屋鉄道との兼ね合いのため、この措置は見送られた。
- ヤード継走式貨物輸送を前提にした最後のダイヤ改正であり、全国の貨物駅、組成駅（貨車の入換を行う駅、操車場はこれに含まれる）を統廃合する動きが見られた。しかし、この最後の貨物輸送の合理化も空しく、2年後のダイヤ改正でヤード継走方式は全廃となる。
- 同年6月23日に開業した東北本線東鷲宮駅は、朝の上り数本と夕の下り数本のみの停車であったが、この改正で他駅と同様の停車がなされるようになった。
- 老朽化と陳腐化の顕著な旧型客車の淘汰について、50系客車の新造を中止して、余剰の発生した冷房付きの急行形電車および気動車を投入することになった。